# Tati Bernardi
Tatiane Bernardi Teixeira Pinto (São Paulo, 29 de abril de 1979), mais conhecida como Tati Bernardi, é uma publicitária, contista, romancista, cronista, crítica literária, podcaster e roteirista brasileira. Suas obras, a princípio, eram dirigidas às mulheres jovens e seus relacionamentos. Depois passou a escrever autoficção sobre política, maternidade e doenças emocionais, como ansiedade e crises do pânico. 

## Biografia
Bernardi nasceu em São Paulo em 29 de abril de 1979 e é de ascendência italiana. Formou-se em publicidade pela Universidade Presbiteriana Mackenzie e, após trabalhar em inúmeras agências de propaganda, tornou-se roteirista exclusiva para a Rede Globo. Foi colaboradora em telenovelas como Sangue Bom e A Vida da Gente, talk shows como Amor & Sexo, e sitcoms como Aline (baseado na tirinha epônima de Adão Iturrusgarai), Dicas de um Sedutor e Meu Passado Me Condena, o último exibido pelo Multishow entre 2012 e 2015. Em 2011 escreveu seu primeiro roteiro para um filme de longa-metragem, Qualquer Gato Vira-Lata. Em 2013 escreveu o roteiro para uma bem-sucedida adaptação para o cinema de Meu Passado Me Condena, na qual os atores Fábio Porchat e Miá Mello reprisaram seus papéis. Uma sequência, também escrita por Bernardi, estreou em 2015, e no mesmo ano ela lançou uma novelização servindo como spin-off dos dois filmes.
Em 2006, Bernardi publicou seu primeiro livro de contos, A Mulher que Não Prestava, seguido por Tô com Vontade de Uma Coisa que Eu Não Sei o que É em 2008. No mesmo ano também lançou A Menina da Árvore, direcionado para garotas pré-adolescentes. Em 2010, lançou seu primeiro romance young adult, A Menina que Pensava Demais. 
Em 2012 lançou em tiragem limitada um livro colaborativo independente e financiado coletivamente intitulado A Vaca, com ilustrações de Nando Rodriguez. Em 2016, publicou a antologia de crônicas autobiográficas Depois a Louca Sou Eu, adaptada para o cinema por Júlia Rezende em 2021 e estrelando Débora Falabella. Em 2017,  foi agraciada com o Diploma Bertha Lutz.
Bernardi também já escreveu para revistas como Viagem e Turismo, Trip e VIP, e desde 2013 possui uma coluna semanal na Folha de S.Paulo. Em 28 de junho de 2018 publicou uma compilação das melhores crônicas que escreveu para a Folha de S.Paulo, intitulada Homem-Objeto e Outras Coisas Sobre Ser Mulher. Em 2020, publicou o romance Você Nunca Mais Vai Ficar Sozinha.
Em janeiro de 2021 estreou o podcast Meu Inconsciente Coletivo, apresentado por ela e produzido por Folha de S. Paulo e UOL. O programa explora temas psicológicos e emocionais baseando-se nas experiências da apresentadora em suas sessões de terapia.  

## Filmografia

### Televisão
| Ano     | Título                                  | Escalação        | Emissora  | Notas      |
| ------- | --------------------------------------- | ---------------- | --------- | ---------- |
| 2008    | Dicas de um Sedutor                     | Redação          | TV Globo  | [ nota 1 ] |
| 2009—11 | Aline                                   | Colaboração      | TV Globo  | [ nota 2 ] |
| 2009—14 | Amor & Sexo                             | Redação          | TV Globo  |            |
| 2011    | 1001 Maneiras da Brigar Antes de Morrer | Redação          | YouTube   | [ nota 3 ] |
| 2011—12 | A Vida da Gente                         | Colaboradora     | TV Globo  | [ nota 4 ] |
| 2012—14 | Meu Passado Me Condena                  | Autora principal | Multishow | [ nota 5 ] |
| 2013    | Sangue Bom                              | Colaboradora     | TV Globo  | [ nota 6 ] |
| 2017—19 | Filhos da Pátria                        | Colaboradora     | TV Globo  | [ nota 7 ] |

### Cinema
| Ano  | Título                   | Escalação         |
| ---- | ------------------------ | ----------------- |
| 2011 | Qualquer Gato Vira-Lata  | Roteirista        |
| 2013 | Meu Passado Me Condena   | Roteirista        |
| 2015 | Meu Passado Me Condena 2 | Roteirista        |
| 2018 | O Homem Perfeito         | Roteirista        |
| 2021 | Depois a Louca Sou Eu    | Autora do romance |